# ТРАСЕКА

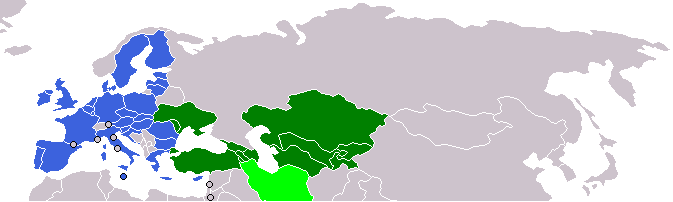
Евросоюз
государства — члены ТРАСЕКА
государства, подписавшие соглашение, но не участвующие

ТРАСЕКА (аббревиатура от англ. Transport Corridor Europe-Caucasus-Asia, TRACECA) — программа международного сотрудничества между Европейским союзом и странами-партнёрами по организации транспортного коридора «Европа — Кавказ — Азия». В организационном плане ТРАСЕКА представляет собой межправительственную комиссию.

## История создания
Программа ТРАСЕКА создана в 1993 году на основе Брюссельской декларации при участии Азербайджана, Армении, Грузии, Казахстана, Кыргызстана, Таджикистана, Туркменистана и Узбекистана. Вскоре к программе присоединились Молдавия, Монголия и Украина; в 2000 году — Турция, Румыния и Болгария, в 2009 году — Иран.
Летом 1998 года двенадцать стран Кавказа, Чёрного моря и Центральной Азии при поддержке США достигли соглашения о создании железнодорожного, морского, воздушного и автомобильного транспортного коридора из Китая и Монголии в Европу через государства Кавказа и Центральной Азии.
21 февраля 2001 года в Баку состоялось открытие постоянного секретариата межправительственной комиссии ТРАСЕКА.
В 2009 году Литва получила статус наблюдателя в комиссии ТРАСЕКА.
С 2013 года началось развитие Транскаспийского транспортного маршрута, который фактически реализовывал железнодорожную связь участников ТРАСЕКА.
В 2017 году комиссия ТРАСЕКА предоставила Греческой Республике статус наблюдателя.

## Цели
Основное направление деятельности программы ТРАСЕКА — развитие транспортного коридора из Европы в страны Центральной Азии через Чёрное море, Кавказ и Каспийское море. С технологической точки зрения программа ориентируется на перевозку груза по единому для всего маршрута транспортному документу при использовании различных видов транспорта.
Проекта TRACECA должен был соединить Европу, страны Кавказского региона и Центральную Азию, взять на себя значительную часть грузопотока многих стран. Маршрут рассматривался как альтернатива российскому Транссибу. Предполагается, что реализация программы будет способствовать интеграции между Европейским союзом и странами-партнёрами программы, более эффективному распределению ресурсов между странами Запада и Востока, улучшит инвестиционный климат в странах, по которым будет проходить транспортный коридор.
Программа ТРАСЕКА состоит из различных проектов, в том числе проекта по созданию технической помощи, единой для всех видов перевозки, проекта обучения сотрудников отраслевых ведомств.
Транспортный коридор запланирован по аналогии с «Великим шёлковым путём». В нём задействованы черноморские порты (Поти, Батуми), железные дороги Грузии и Азербайджана, каспийская паромная переправа (Баку — Туркменбаши), железнодорожные сети Туркменистана, Узбекистана, Кыргызстана, Казахстана и Китая, а также китайские порты на тихоокеанском побережье.
Финансирование программы осуществляется Европейским союзом.
Постоянный секретариат программы находится в Баку (Азербайджан). Управление программой осуществляется через межправительственную комиссию, а также через постоянный секретариат.
В каждой стране имеется свой национальный секретарь ТРАСЕКА, обычно это чиновник национального транспортного ведомства, а также своя национальная комиссия ТРАСЕКА, председателем которой является обычно министр отраслевого министерства либо вице-премьер правительства.

## Реализация
К 2014 году построены несколько участков автомобильных дорог по этому проекту, в основном на территории Китая.
По состоянию на 2016 год наибольшие проблемы в реализации программы ТРАСЕКА связаны с работой транскавказского транспортного коридора. Среди проблем этого коридора — трудности введения единого перевозочного тарифа, а также большие задержки транспортных средств на пограничных пунктах.
Ожидается, что развитие программы ТРАСЕКА будет в значительной степени зависеть от планов Китая по реализации стратегии «Один пояс — один путь» по организации так называемого Нового шёлкового пути — транспортного маршрута для перемещения грузов и пассажиров из Китая в Европу, поскольку потенциально по коридору «Европа — Кавказ — Азия» может пойти значительная часть китайско-европейского грузопотока.
Параллельно с проектом ТРАСЕКА, с 2013 года идёт развитие железнодорожного транскаспийского транспортного маршрута.
В июне 2023 года осуществлена пилотная перевозка грузов полуприцепом седельными тягачами разных стран регистрации по мультимодальному маршруту Литва — Польша — Словакия — Венгрия — Румыния — Болгария — море — Грузия — Азербайджан — Каспийское море — Казахстан. Срок перевозки составил 16 дней.

## Оценки
В аналитических документах СНГ программа ТРАСЕКА оценивается как один из основных международных транспортных коридоров стран участников содружества. В то же время, в России в 2000 году обращали внимание на то, что программа фактически создаёт коммуникации «в обход России».